# Chu-ru
I Chu-ru (o Chru, Seyu) sono un gruppo etnico del Vietnam la cui popolazione è stimata in circa 14.978 individui (censimento del 1999).
I Chu-ru sono presenti essenzialmente nelle province di Lam Dong and Binh Thuan.
I nomi alternativi per i Chu-ru sono: Churu, Choru, Chu Ru, Chu, Cru, Kru, Chrau Hma, Cadoe Loang, Seyu. L'etnia Chu-ru del Vietnam è strettamente correlata ai Chăm. Diffuso è il culto degli antenati; una buona parte è cristiana.

## Lingua
I Chu-ru parlano la lingua Chru, del ceppo delle lingue maleo-polinesiache, che raccoglie i dialetti Rai e Noang.